# 黃黑平鮋
黃黑平鮋為輻鰭魚綱鮋形目鮋亞目平鮋科平鮋屬的其中一種，為亞熱帶海水魚，分布於東太平洋美國加州北部至墨西哥下加利福尼亞中部海域，棲息深度0-37公尺，體長可達39公分，棲息在岩石底質底層水域，卵胎生，生活習性不明。